# 上田貴浩
上田 貴浩（うえだ たかひろ、1987年9月10日 - ）は、神奈川県出身のバスケットボール選手（ガード）である。2013年1月から2016年までbjリーグの信州ブレイブウォリアーズに所属し、2015-16シーズン終了をもって引退した。

## 来歴
麻布大学附属渕野辺高等学校から中部学院大学に進学。その後、総合学園ヒューマンアカデミー横浜校に入学。
2012年、bjリーグの信州ブレイブウォリアーズに練習生として加わり、bjリーグ 2012-13シーズン途中の2013年1月4日に選手契約を結んだ。このシーズンは3試合に出場した。
2013年7月、2013-14シーズンの契約を更新した上田は、11試合に出場した。
2014-15シーズンも上田は信州と契約し、8試合に出場した。
信州在籍4シーズン目となった2015-16シーズンは10試合に出場した。このシーズンをもって選手から引退し、ブレイブウォリアーズの小・中学生チームのコーチに就任した。

## 個人成績
| シーズン | チーム | GP | GS | MPG | FG%  | 3P%  | FT%  | RPG | APG | SPG | BPG | TO  | PPG |
| -------- | ------ | -- | -- | --- | ---- | ---- | ---- | --- | --- | --- | --- | --- | --- |
| 2012-13  | 信州   | 3  | 0  | 0.7 | 100  | -    | 0.0  | 0.0 | 0.0 | 0.3 | 0.0 | 0.0 | 0.7 |
| 2013-14  | 信州   | 11 | 0  | 1.5 | 35.7 | 25.0 | 50.0 | 0.1 | 0.2 | 0.2 | 0.0 | 0.1 | 1.3 |
| 2014-15  | 信州   | 8  | 0  | 1.6 | 9.1  | 14.3 | -    | 0.1 | 0.1 | 0.0 | 0.0 | 0.1 | 0.4 |
| 2015-16  | 信州   | 10 | 0  | 2.5 | 48.1 | 33.3 | 66.7 | 0.4 | 0.3 | 0.0 | 0.0 | 0.3 | 3.3 |

## 参考資料
1. 1 2  “ガード上田が引退 在籍4季目、今季限り”. 頂へ! 頑張れ! 信州ブレイブウォリアーズ.   信濃毎日新聞 (2016年4月19日). 2016年11月8日閲覧。
2. ↑  “練習生の上田と選手契約”. 頂へ! 頑張れ! 信州ブレイブウォリアーズ.   信濃毎日新聞 (2013年1月5日). 2016年11月8日閲覧。
3. ↑  “来季のスローガンは「共闘心」 河合監督の就任会見”. 頂へ! 頑張れ! 信州ブレイブウォリアーズ.   信濃毎日新聞 (2013年7月2日). 2016年11月8日閲覧。
4. ↑  “今野・斉藤が退団　宇都宮は現役引退”. 頂へ! 頑張れ! 信州ブレイブウォリアーズ.   信濃毎日新聞 (2014年6月11日). 2016年11月8日閲覧。
5. ↑  sbwacademyの投稿（593891910786062） - Facebook